# Claire Hazelgrove
Claire Hazelgrove, née le 16 juillet 1988, est une personnalité politique britannique, membre du Parti travailliste. Elle est députée de Filton and Bradley Stoke depuis 2024.

## Biographie

### Carrière politique
En 2024, Claire Hazelgrove obtient 22 905 voix en devant la première députée travailliste de Filton et Bradley Stoke,. Elle bat le député sortant Jack Lopresti.